# Французская военная миссия в Японии (1867—1868)

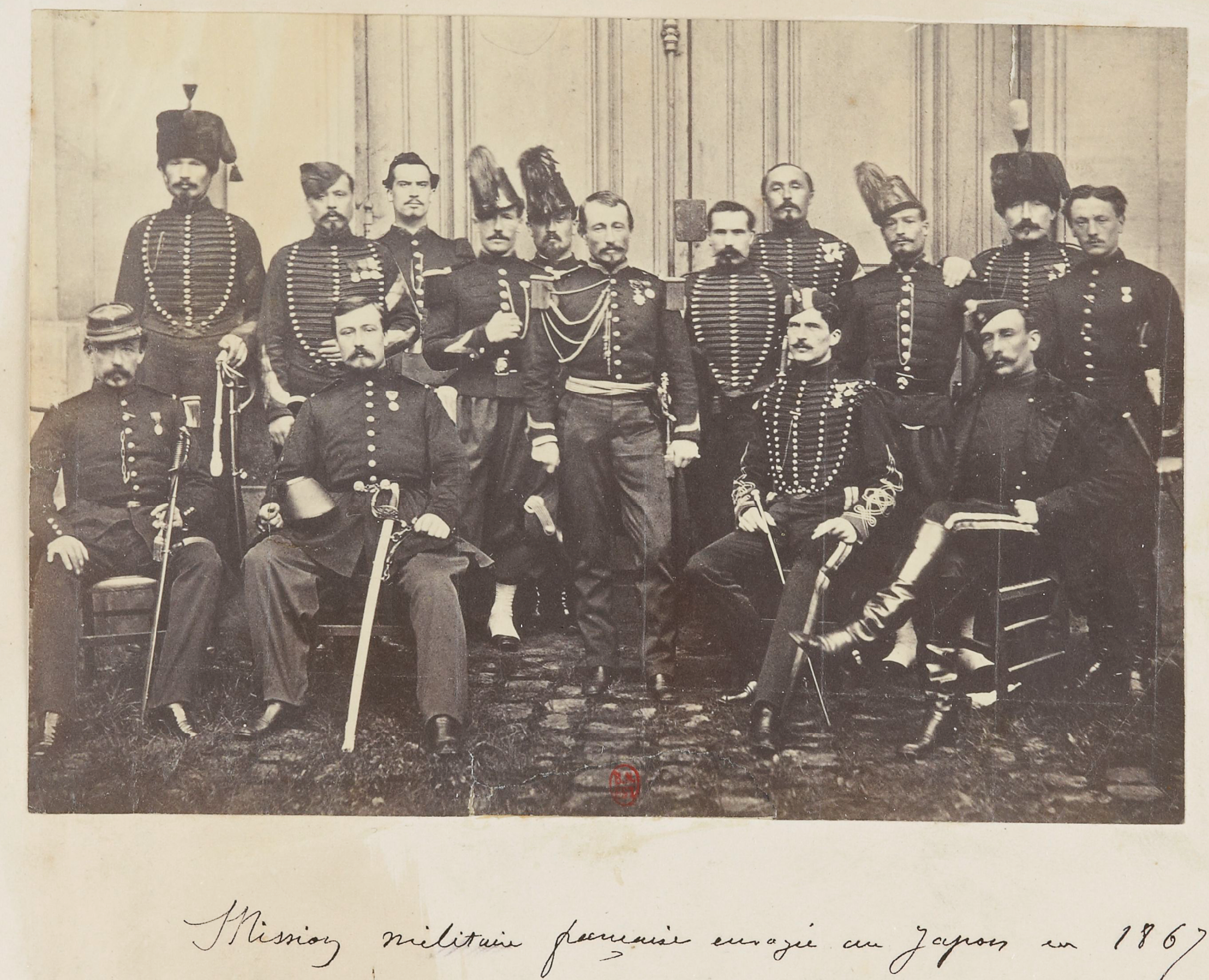
Французская военная миссия перед отправкой в Японию, 1866 год. В центре находится Шарль Шануэн, вторым справа стоит Жюль Брюне

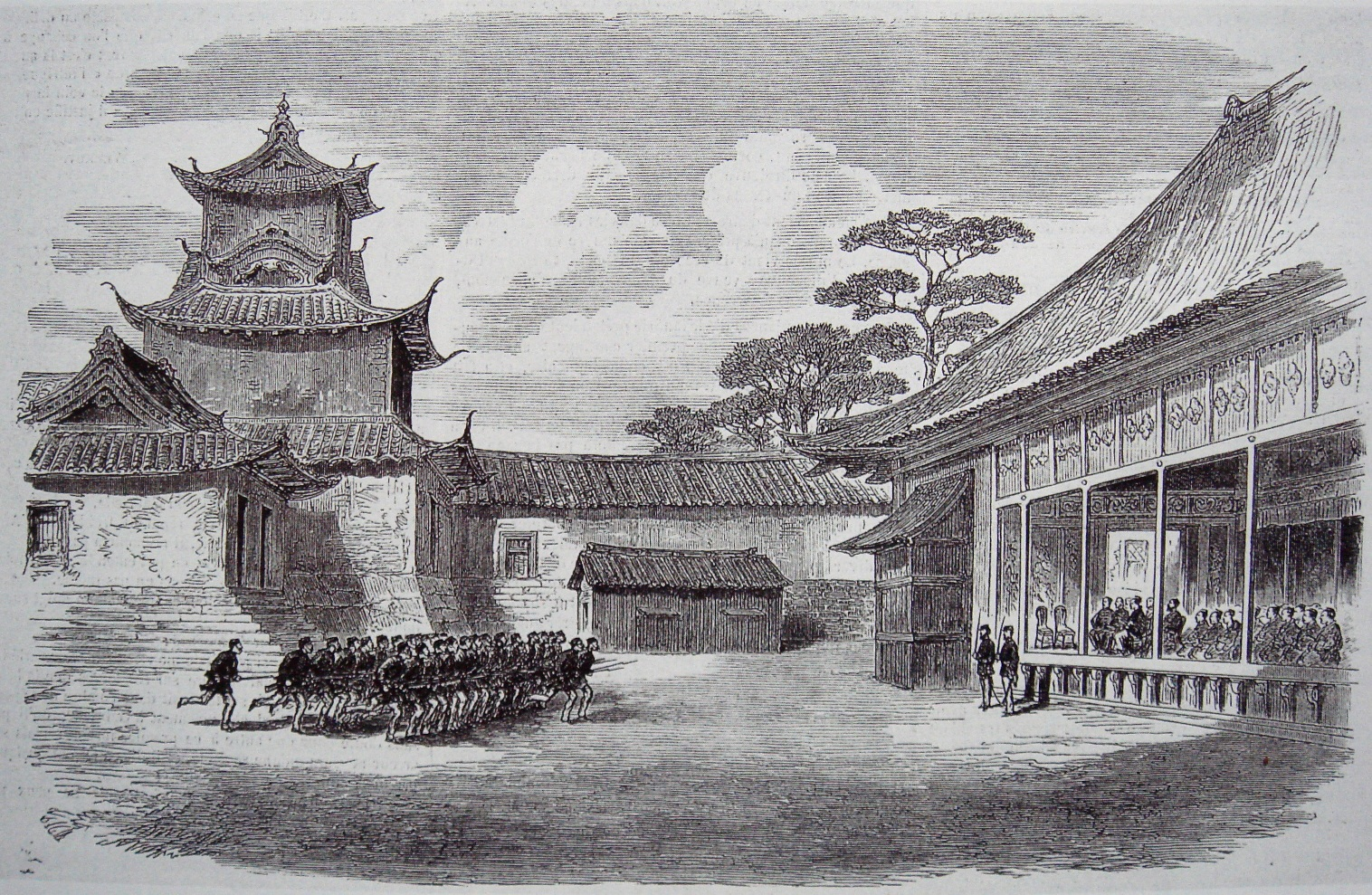
Французский офицеры обучают войска сёгуна в Осаке, 1867 год

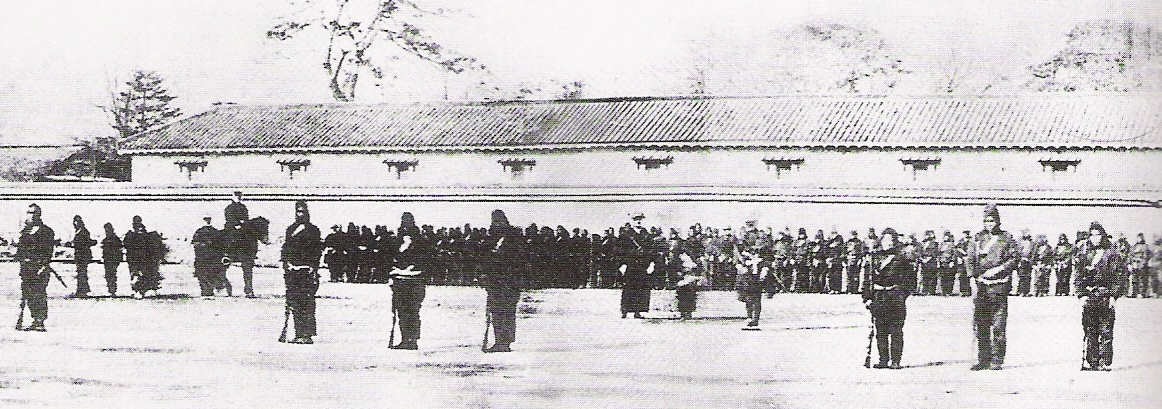
Тренировка солдат сёгуна французской военной миссией в Японии, 1867 год

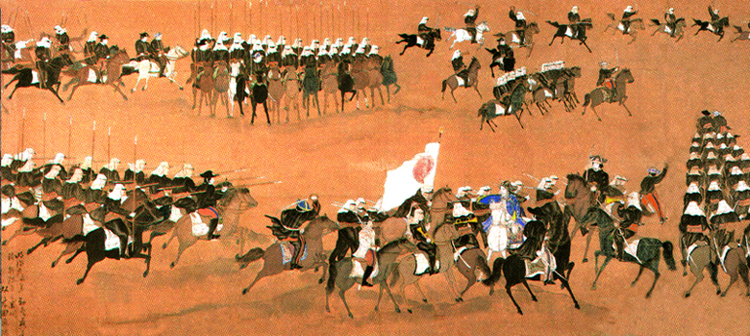
Кавалерия сёгуна, организованная по французскому типу

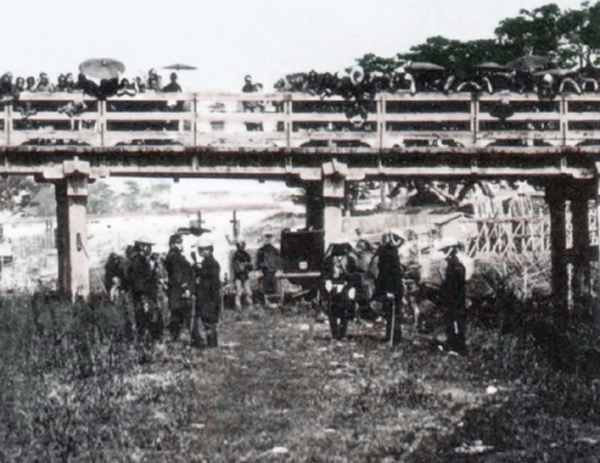
Тренировка французами японских солдат

Французская военная миссия 1867—1868 гг. была одной из первых иностранных миссий в Японию, с целью обучения японских вооружённых сил. Миссия была организована Наполеоном III по просьбе японского сёгуната, который в Европе представлял эмиссар Сибата Такэнака.
Сибата уже обговаривал заключительные детали французской помощи в строительстве верфи Йокосука, и в дополнение запросил Британскую империю и Вторую Французскую империю послать военную миссию с целью обучения западным способам ведения войны. Великобритания согласилась помочь улучшить состояние военно-морских сил сёгуна, отправив с этой целью миссию Трейси. Французский министр иностранных дел Эдуар Друин де Люйс передал согласие французского правительства о предоставлении поддержки в обучении сухопутных войск сёгуна.

## Миссия
Миссия, состоявшая из 17 человек под контролем военного министра генерала Жака Луи Рандона, охватывала широкий круг экспертов: 4 офицера (из пехоты, артиллерии и кавалерии), 10 унтер-офицеров и 2 солдата. Миссия должна была возглавляться штабс-капитаном Шарль Сюльпис Жюль Шануэном, в то время как атташе подчинялись парижскому военному персоналу. В состав миссии входили:
Командующий миссией
- Капитан Шарль Сюльпис Жюль Шануэн

Офицеры
- Чарльз Альберт Дю Боске, лейтенант 1-го линейного пехотного полка, пехотный инструктор.
- Эдуард Мессело, лейтенант 20-го батальона егерей, пехотный инструктор.
- Леон Дешарм, лейтенант драгунского полка императорской гвардии, кавалерийский инструктор.
- Жюль Брюне, лейтенант конноартиллерийского полка императорской гвардии, артиллерийский инструктор.

Унтер-офицеры
- Жон Марлин, сержант 8-го батальона егерей, пехотный инструктор.
- Франсуа Буффье, сержант 8-го батальона егерей, пехотный инструктор.
- Анри Игрек, сержант 31-го линейного пехотного полка, пехотный инструктор.
- Эмиль Пеирюссэль, сержант, инструктор верховой езды Высшей государственной школы, кавалерийский инструктор.
- Артур Фортан, сержант конноартиллерийского полка императорской гвардии, артиллерийский инструктор.
- L. Gutthig, трубач конноегерского батальона императорской гвардии.
- Шарль Бонне, главный оружейник 2-го класса.
- Бартелеми Изард, сержант, главный канонир конноартиллерийского полка императорской гвардии.
- Фредерик Валетт, сержант, специалист-плотник.
- Жан-Феликс Мерме, бригадир, специалист-оружейник.
- Жордан, капитан 1-го сапёрного батальона.
- Мишель, сержант 1-го сапёрного батальона.

## История
19 ноября 1866 года миссия покинула Марсель и 14 января 1867 года прибыла в Иокогаму. Они были радушно встречены Леоном Роше и командующим французской дальневосточной эскадрой адмиралом Пьер-Гюставом Розе.
Военная миссия смогла обучить элитный корпус «Дэнсютай» сёгуна Токугавы Ёсинобу меньше чем за год до того, когда имперские силы нанесли поражение сёгунату Токугава в 1868 году в войне Босин. Затем, в октябре 1868 года, французской военной миссии было приказано покинуть Японию, в соответствии с указом вступившего на престол императора Мэйдзи.
Нарушив соглашение для всех иностранных сил сохранять нейтралитет в конфликте, Жюль Брюне и четыре его унтер-офицера (Фортан, Марлин, Казенёв и Буффье) решили остаться в Японии и продолжить оказывать поддержку сёгуну. Они ушли из французской армии и остались на севере Японии с остатками войск сёгуната в надежде провести контратаку.
Конфликт продолжался до тех пор, пока в мае 1869 года мятежники не были побеждены в битве при Хакодате.

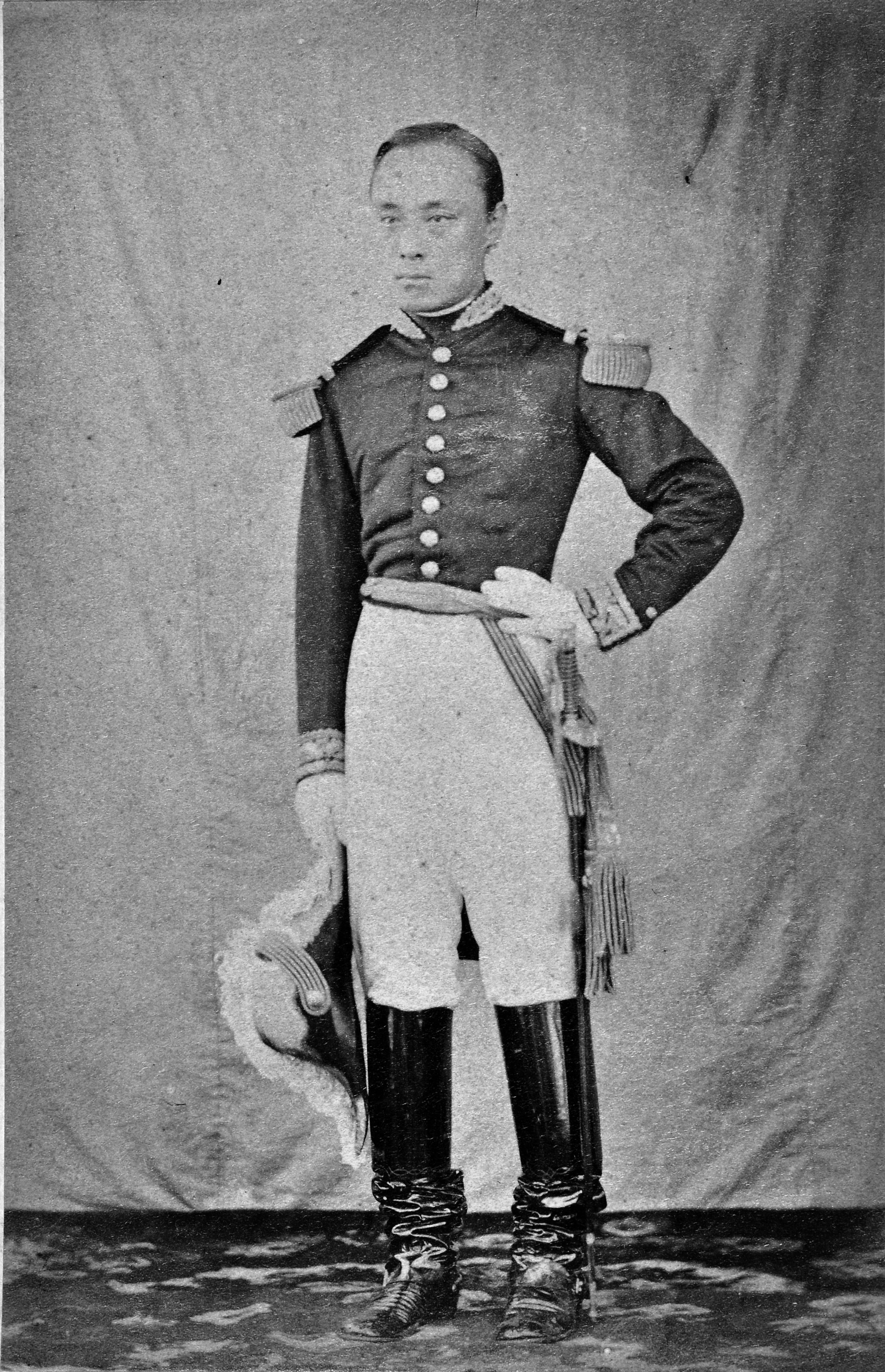
Сёгун Токугава Ёсинобу во французской военной форме, 1867 год